# ZVV Meervogels
Zaandamse voetbalvereniging Meervogels, kortweg Meervogels genoemd, was een voetbalvereniging in Zaandam. De club werd op 3 mei 1916 opgericht onder de naam Neerlandia. Omdat er al een club met die naam bestond, werd de naam na vijf maanden gewijzigd in Meervogels. De naam werd bedacht door een lid, geïnspireerd door de naam van een zeilboot genaamd Meervogel die door het nabijgelegen Noordzeekanaal voer. 
Meervogels speelde aanvankelijk op het opgespoten Blauwe Zand, nabij de Nieuwe Zeehaven. Door de uitbreiding van Bruynzeel op deze plek moest de club halverwege de jaren twintig verhuizen en dit was het begin van een lange periode waarin de club op zoek bleef naar een eigen terrein en verschillende terreinen moest huren.
Sportief klom de club snel op. In 1923 werd promotie naar de net opgerichte Vierde klasse van de NVB gevierd. Het terrein voldeed echter niet aan de normen van de NVB. Toen dit definitief duidelijk werd, kon de Noordhollandsche Voetbalbond Meervogels ook niet meer indelen, waardoor de club een seizoen lang niet aan de competitie kon deelnemen. In 1928 werd de promotie naar de vierde klasse NVB wel een feit. De club eindigde het daaropvolgende seizoen op de derde plaats. Doordat dat seizoen een versterkte promotieregeling van kracht was, mocht de club deelnemen aan beslissingswedstrijden om wederom te promoveren, nu naar de derde klasse. Meervogels slaagde erin promotie naar de derde klasse af te dwingen. 
Na diverse omzwervingen leek de club begin jaren dertig een vast terrein te hebben, namelijk het nieuwe gemeentelijke sportpark aan de Westzanerdijk, waar diverse Zaandamse voetbalclubs speelden. Door de kleigrond waren de velden echter zo slecht bestand tegen de weersinvloeden, dat men na enkele seizoenen weer vertrok. Er werd een terrein gehuurd aan de Ringweg, waar eindelijk langdurig gespeeld kon worden. Behalve toen in de Tweede Wereldoorlog door inundatie het hele terrein onder water werd gezet.
Na de degradatie in 1934 terug naar de Vierde Klasse, verbleef het daar lange tijd. In 1953 degradeerden de groen/zwarten naar de afdeling Noord-Holland en bleven daar. Daarnaast kreeg de club meer last van de geïsoleerde ligging westelijk van Zaandam. Toen ZVV  in 1964 vertrok van de Westzanerdijk nam Meervogels hun terrein over. Begin jaren zeventig ontwikkelde de gemeente plannen voor woningbouw op dit terrein en in 1973 fuseerde de club met ODIZ (dat tot 1944 Verkade heette) tot  Voetbalvereniging Zaanstad. De club ging spelen op het terrein van ODIZ, dat sinds 1964 op het sportpark Poelenburg in Zaandam-Zuid speelde. In 1990 fuseerde Zaanstad met Zaanse Boys tot Zaan '90. In 2005 ging deze club op in Zilvermeeuwen.
Voormalige: GVO · Hellas Sport Combinatie · KVV · Meervogels · PSCK · VV PSZ · QSC · WFC · VVZ Zaandam · FC Zaanstreek · ZFC · ZVV Zilvermeeuwen · VV ZTS · ZVV Zaandam
 Zie ook: AZ